# كفر النخلة
كفر النخلة إحدى قرى مركز طوخ التابع لمحافظة القليوبية بجمهورية مصر العربية.

## السكان
بلغ عدد سكان كفر النخلة 2,981 نسمة، حسب الإحصاء الرسمي لعام 2006.